# Serrat del Torn
|  | Per a altres significats, vegeu «Serrat del Torn (Alins)». |

El Serrat del Torn és una serra al sud-oest del petit nucli de Sant Martí Sacalm al terme municipal de Susqueda a la comarca de la Selva, amb una elevació màxima de 931 metres.